# Fibla erigena
Fibla erigena là một loài côn trùng trong họ Inocelliidae thuộc bộ Raphidioptera. Loài này được Menge in Berendt miêu tả năm 1856.